# Discografia dei Sentenced

## Album in studio
- 1991 - Shadows of the Past
- 1993 - North from Here
- 1995 - Amok
- 1996 - Down
- 1999 - Frozen
- 2000 - Crimson
- 2002 - The Cold White Light
- 2005 - The Funeral Album

## Album dal vivo
- 2006 - Buried Alive

## EP
- 1993 - The Trooper
- 1995 - Love & Death

## Singoli
- 1999 - Killing Me, Killing You
- 2002 - No One There
- 2003 - Routasydän
- 2005 - Ever-Frost

## Split
- 1991 - Cronology of Death (con Carbonized, Bluuurgh... e Xenophobia)
- 2005 - Promo Split MCD (con gli Orphaned Land)

## Raccolte
- 1997 - Story: Greatest Kills > Greatest Kills > Story: A Recollection
- 2009 - Manifesto of Sentenced

## Box-set
- 2009 - Coffin - The Complete Discography (comprende tutta la discografia in 16 CD e 2 DVD)
- 2012 - Death Metal Orchestra from Finland (raccoglie tutti i Demo della band)

## Demo
- 1990 - When Death Join Us
- 1991 - Rotting Ways to Misery
- 1992 - Journey to Pohjola